# Kephyes
Kephyes és un gènere de cnidaris que pertany a la família Clausophyidae.
Espècies:
- Kephyes hiulcus Grossmann & Lindsay, 2017
- Kephyes ovata (Keferstein & Ehlers, 1860)